# Општина Кирнођи (Калараш)
Кирнођи (рум. Chirnogi) општина је у Румунији у округу Калараш.
Oпштина се налази на надморској висини од 18 m.